# Gärningsbeskrivning
Gärningsbeskrivning är en redogörelse som en åklagare lämnar i en stämningsansökan (ett åtal), där det beskrivs vilken brottslig gärning som den tilltalade påstås vara skyldig till.